# Орескес, Наоми
Наоми Орескес (англ. Naomi Oreskes; род. 25 ноября 1958, Нью-Йорк) — американский историк науки, геолог, общественный деятель-климатолог.
Доктор философии, профессор Гарвардского университета (именной), а прежде — Калифорнийского университета в Сан-Диего. Член Американского философского общества (2019).
Автор бестселлера Merchants of Doubt (2010, совместно с Эриком Конвеем).

## Биография и творчество
Выросла на Манхэттене. Поступила в Брауновский университет, а окончила с отличием Royal School of Mines, и в 1981 году поступила полевым геологом в австралийскую компанию Western Mining, разрабатывавшую Olympic Dam mine. Спустя три года она направилась в Стэнфорд, чтобы получить докторскую степень. Начала заниматься историей, и в центре её внимания оказался Альфред Вегенер с его теорией дрейфа материков — и тектоника плит, эти штудии послужат выходу двух её первых книг.
В 2004 году вышла её получившая резонанс небольшая работа «The scientific consensus on climate change» в Science (306: 1686) об антропогенном изменении климата, основанная на обзоре более 900 научных работ, — первая подобная, позволившая впервые количественно оценить широкий научный консенсус в отношении изменения климата. Оная статья цитировалась в частности в фильме «Неудобная правда» и книге Макьюэна Иэна Solar (novel).
В начале 2000-х Н. Орескес получила постоянный контракт преподавателя в Калифорнийском университете в Сан-Диего. С 2013 года в Гарварде, именной профессор (Henry Charles Lea Professor) истории науки. Также работала в Scripps Institution of Oceanography, Нью-Йоркском университете, Дартмутском колледже.
Соучредитель Climate Accountability Institute (2011).
Член Американского геофизического союза, Геологического общества Америки, Американской ассоциации содействия развитию науки. Входит в топ-10 учёных в области наук о Земле по версии Academic Influence, занимая третье место.
Автор более 200 научных и научно-популярных работ.
Автор книги-бестселлера Merchants of Doubt (Bloomsbury Press, 2010, в соавт. с Эриком Конвеем), в которой рассматриваются кампании по дискредитации научных данных, начиная от табака и заканчивая вопросами изменения климата и озоновых дыр, а также небольшой книги в жанре научной фантастики The Collapse of Western Civilization (Columbia University Press, 2014, ISBN 978-0-231-16954-7, в соавт. с Эриком Конвеем). Последняя повествует о мире, опустошённом изменением климата; а Merchants of Doubt вошла в шорт-лист Los Angeles Times Book Prize и отмечена Watson Davis and Helen Miles Davis Prize (2011). Оная книга послужила созданию одноимённого документального фильма режиссёра Роберта Кеннера, вышедшего в 2014 году. Они — книга и фильм — привлекли широкое внимание СМИ к усилиям климатических отрицателей совершать подкоп под науку о климате. Орескес также написала введение к энциклике Папы римского Франциска Laudato si’ в издании Melville House. Публиковалась в Nature, Science, The New York Times, The Washington Post, The Los Angeles Times, The New Statesman, The Times, Frankfurter Allgemeine Zeitung. В настоящее время совместно с Эриком Конвеем работает над книгой The Magic of the Marketplace: The True History of a False Idea (по завершении будет издана в Bloomsbury Press).
В 2019 году Орескес выпустила книгу Discerning Experts (University of Chicago Press, в соавт. с Michael Oppenheimer и др.) — и основанную на её Tanner Lectures on Human Values в Принстоне Why Trust Science? (Princeton University Press, ISBN 978-0-691-18993-2). Среди др. работ:
- Science on a Mission: How Military Funding Shaped What We Do and Don’t Know about the Ocean (University of Chicago Press, 2021)

Замужем за Кеннетом Белизом, две дочери.

## Награды и отличия
- Lindgren Prize (1993)
- Margaret W. Rossiter History of Women in Science Prize[англ.] (2000)
- American Geophysical Union Presidential Citation for Science and Society (2014)
- Herbert Feis Prize, American Historical Association (2015)
- Public Service Award, Геологическое общество Америки (2015)[13]
- Friend of the Planet Award, NCSE (2015)[14]
- Stephen H. Schneider Award, Climate One[англ.] (2016)[8]
- AGU Ambassador Award (2016)
- Стипендия Гуггенхайма (2018)
- Медаль Британской академии[англ.] (2019)[15]
- Mary C. Rabbitt Award, Геологическое общество Америки (2019)[13]
- Time, 100 Climate Leaders (2023)[16]
- Patrick Suppes Prize Американского философского общества (2024)[17]